# دوري كرة القدم الغربي 1973–74
دوري كرة القدم الغربي 1973–74 (بالإنجليزية: 1973–74 Western Football League)‏ هو موسم من دوري كرة القدم الغربي ‏. فاز فيه Welton Rovers F.C. ‏.